# Higor Meritão
Higor Matheus Meritão (ur. 23 czerwca 1994 w Monte Alto) – brazylijski piłkarz występujący na pozycji defensywnego lub środkowego pomocnika, od 2025 roku zawodnik CRB.